# Joseph Bernard (anarchiste)
Pour les articles homonymes, voir Bernard et Joseph Bernard.
Joseph Bernard (Noyarey (Isère), 13 juin 1856 – Lyon (3e arrondissement),, 9 septembre 1908), est un ouvrier serrurier, militant anarchiste, puis socialiste révolutionnaire. Il est l'un des fondateurs du mouvement libertaire et du syndicalisme dans l’Isère et dans le Rhône.
Il fut impliqué dans le procès, dit « Procès des 66 », en 1883, à Lyon.

## Biographie
Joseph Bernard est, à partir de 1875, le principal pionnier du mouvement ouvrier dans la région de Grenoble (Isère).
En octobre 1879, il participe au congrès national ouvrier de Marseille comme délégué des mécaniciens, des gantiers, des chaudronniers, des cordonniers et des tailleurs de Grenoble. Le 25 octobre, il y présente le rapport sur le travail des femmes. Bien qu’en désaccord avec Hubertine Auclert, il vote sa motion féministe. Dans une autre intervention, il se prononce pour le collectivisme : « L’entente n’est pas possible entre les parasites et les travailleurs. Les uns ont tous les privilèges, les autres toutes les misères. Ne cherchons pas à réclamer des réformes anodines. Unissons-nous donc : que notre but soit l’appropriation des instruments de travail et du sol. » Le congrès de Marseille vote la formation du Parti ouvrier, qui regroupe brièvement toutes les tendances socialistes.
C’est à son retour qu'il organise une chambre fédérale ouvrière qui est, à Grenoble, le premier groupement professionnel et politique de la classe ouvrière.
En juillet 1880, il participe à la formation de la Fédération de l’Est du Parti ouvrier abstentionniste et dominée par les anarchistes, notamment Alexis Deloche, Philippe Sanlaville et Toussaint Bordat. Ce dernier est le délégué de Lyon au congrès national ouvrier du Havre, en novembre 1880.

## LaFédération socialiste révolutionnaire
En mars 1881, il est parmi les fondateurs du Parti socialiste révolutionnaire, dénommé également Fédération socialiste révolutionnaire (FSR), de tendance exclusivement libertaire, qui donne la priorité à l’action au sein des syndicats,.
La FSR décide de se faire représenter au congrès de Londres qui doit reconstituer l’Association internationale des travailleurs. Le 4 juillet 1881, ses militants mandatent Pierre Kropotkine pour l’y représenter. Lors de ce congrès tenu du 14 au 20 juillet, l’AIT est reconstituée sur le papier, et une motion votée qui incite les révolutionnaires à porter leur action « sur le terrain de l’illégalité qui est la seule voie menant à la révolution », et leur recommandant - « les sciences techniques et chimiques ayant déjà rendu des services à la cause révolutionnaire et étant appelées à en rendre encore de plus grands à l’avenir » - « de donner un grand poids à l’étude et aux applications de ces sciences comme moyen d’attaque et de défense ». Désormais, Joseph Bernard ne cesse de prôner la violence systématique et la grève.
En février 1882, la Fédération socialiste révolutionnaire lance un hebdomadaire, Le Droit social, dont Joseph Bernard est le secrétaire de rédaction. Le tirage du journal social s’établit entre 4 000 et 5 000 exemplaires, dont plus de la moitié étaient vendus hors de Lyon.
Le 4 mars 1882, lors d’une réunion mouvementée, il porte la contradiction à Jules Guesde et, exaltant l’exemple des grévistes de Villefranche-sur-Saône, il s’écrie : « Quand on pourra faire éclater le même jour un millier de grèves sur différentes parties du territoire, la Révolution sera faite ».

## Le procès des 66
Fin 1882, la police effectue une rafle dans les milieux libertaires, à la suite des émeutes de Montceau-les-Mines et à l’attentat de L’Assomoir. Joseph Bernard est arrêté et traduit en correctionnelle, dans le cadre du « procès des 66 ». Le 12 janvier 1883, alors qu'il est considéré par le procureur comme l’un des principaux inculpés, il présente seul sa défense. Le reporter du Gaulois le décrit ainsi : « sa figure est intelligente, il s’exprime avec assurance et énergie ». Il évoque sa jeunesse, sa vie d’ouvrier, ses lectures. Il renouvelle sa condamnation du suffrage universel, « la plus grande mystification du siècle » et conclut en affirmant : « Si un jour le peuple est obligé de descendre dans la rue pour défendre ses droits à l’existence, quelle que soit la condamnation qui m’attend, je déclare que je serai le premier au combat ».
Le 19 janvier, il est condamné à cinq ans de prison, 2 000 francs d’amende et dix ans de surveillance, peine confirmée en appel le 13 mars 1883. Il est interné à Clairvaux.

## Éducationniste
Après sa libération anticipée le 26 août 1885, il se consacre à l’action éducative et surtout à la propagande syndicale. Il prend ses distances avec la théorie de la propagande par le fait, et souhaite que l’anarchisme recentre son action sur l’éducation, le syndicalisme, et la constitution d’un programme précis. Le 13 février 1886, au cours d’un meeting anarchiste réunissant 400 participants, Toussaint Bordat soutient la nécessité d’une révolution violente et Bernard le contredit fermement, déclarant qu’il était tout aussi révolutionnaire, mais que l’anarchisme devait au préalable se doter d’une doctrine cohérente. Le mouvement libertaire lyonnais se scinde alors en deux tendance : la fraction la plus éducationniste suit Joseph Bernard, et la fraction la plus insurrectionnaliste, Toussaint Bordat.
Joseph Bernard et ses partisans fondent, en mai 1886, la Bibliothèque d’études scientifiques et sociales. Le 12 août 1886, il y affirme : « Il faut faire la révolution intellectuelle dans les cerveaux avant de la faire dans la rue. [...] Le parti anarchiste a préconisé la propagande par le fait : moi-même j’ai été l’un des premiers préconisateurs, mais je reconnais aujourd’hui que cette préconisation est [...] un non-sens, car il faudrait admettre qu’elle fut exécutée par la masse, ce qui est impossible ». Or, « par des faits isolés, ce ne sert qu’à faire des martyrs du socialisme ».
L’Union de la métallurgie lyonnaise le délègue au congrès constitutif de la Fédération nationale des syndicats (FNS), du 10 au 16 octobre 1886 à Lyon. Le 15 octobre, il intervint dans la discussion sur les rapports entre le travail et le capital. En décochant des traits acérés aux politiciens qui prétendent apporter une aide aux travailleurs, il procède à une analyse du capitalisme : nature du salaire, mécanisme des crises, rôle de la machine dans l’exploitation de l’ouvrier. Pour limiter le profit capitaliste, conclut-il, nous n’avons qu’une seule arme, aléatoire : la grève. « Préparons-nous donc à l’emploi de la force, instruisons-nous, car en augmentant notre valeur individuelle, nous augmentons celle de notre parti qui, profitant d’une occasion, pourra enfin dire aux capitalistes : Messieurs, nous ne demandons plus, nous prenons ».
Il se rapproche alors des blanquistes et, le 1er mai 1890, il participe à la première journée internationale des travailleurs à la tête des ouvriers serruriers. La police le qualifie de « socialiste-révolutionnaire, ex-anarchiste ».

## Notices
- « Joseph Bernard », Dictionnaire des anarchistes.
- « Joseph Bernard », Dictionnaire international des militants anarchistes.
- « notice biographique », Dictionnaire biographique, mouvement ouvrier, mouvement social.